# Superjudge
Superjudge (в пер. с англ. Супер судья) — второй студийный альбом американской стоунер-рок-группы Monster Magnet, выпущенный для продажи 6 апреля 1993 года лейблом A&M Records.

## Об альбоме
Superjudge был записан и сведён в студии The Magic Shop, Нью-Йорк, в октябре 1992 года. В работе над пластинкой, в качестве соло-гитариста, принимал участие Эд Манделл, который заменил ушедшего из группы Джона МакБейна. После релиза альбом показал довольно скромный результат по продажам. Во многом этому способствовал коммерческий успех гранжа, что в конечном итоге привело к резкому снижению популярности хеви-метала и хард-рока. Тем не менее, несмотря на низкие продажи в первые месяцы, пластинка стала одной из ключевых в жанре стоунер-рок.
Альбом включает в себя кавер-версии песни Вилли Диксона «Evil» и Hawkwind «Brainstorm». На композиции «Twin Earth» и «Face Down» были сняты видеоклипы.

## Список композиций
1. «Cyclops Revolution» — 5:43
2. «Twin Earth» — 3:55
3. «Superjudge» — 6:49
4. «Cage Around the Sun» — 4:55
5. «Elephant Bell» — 3:59
6. «Dinosaur Vacume» — 6:02
7. «Evil» — 3:14
8. «Stadium» — 3:41
9. «Face Down» — 4:11
10. «Brainstorm» — 8:04
11. «Black Balloon» — 3:05

### Бонус-треки
1. «Nod Scene» [Live] — 6:26
2. «Snake Dance» [Live] — 3:33
3. «Medicine» [Live] — 4:24

## Участники записи
Monster Magnet
- Дэйв Вайндорф — вокал, гитара, продюсирование
- Эд Манделл — гитара
- Джо Калландра — бас-гитара
- Джон Клейман — барабаны

Другой персонал
- Стив Розенталь — сведение, звукорежиссёр
- Эдвард Дуглас, Джо Варда, Богдан Херник — ассистенты
- Берни Брандмен — мастеринг
- Роб Ликок — дизайн
- Майкл Лейвин — фотограф
- Рич Франкель — арт-директор